# West Central (circonscription électorale de Londres)
Circonscription territorial de 
l'Assemblée de Londres
West Central est une circonscription territorial de la London Assembly.
Elle recouvre les borough londoniens de la Cité de Westminster, de Hammersmith et Fulham et de Kensington et Chelsea.
Son siège est actuellement détenu par Tony Devenish du Parti conservateur.

## Membres de l'Assemblée
| Élection | Élection | Membre        | Parti        | Portrait |
| -------- | -------- | ------------- | ------------ | -------- |
|          | 2000     | Angie Bray    | Conservateur |          |
|          | 2008     | Kit Malthouse | Conservateur |          |
|          | 2016     | Tony Devenish | Conservateur |          |

## Résultats de l'élection
| Parti                        | Parti                | Candidat             | Voix    | %    | ±     |
| ---------------------------- | -------------------- | -------------------- | ------- | ---- | ----- |
|                              | Conservateur         | Tony Devenish        | 67,775  | 44,2 | -6.2  |
|                              | Travailliste         | Mandy Richards       | 53,211  | 34,7 | +4.2  |
|                              | Green                | Jennifer Nadel       | 14,050  | 9,2  | +0.5  |
|                              | Libéral Démocrate    | Annabel Mullin       | 10,577  | 5,9  | -1    |
|                              | UKIP                 | Clive Egan           | 7,708   | 5,0  | +1.5  |
| Majorité                     | Majorité             | Majorité             | 14,564  | 9,5  | -10.3 |
| Total des suffrages exprimés |                      |                      |         |      |       |
| Votes nuls                   |                      |                      |         |      |       |
| Participation                | Participation        | Participation        | 153,321 | 45   | 5.8   |
|                              | Conservateur retenir | Conservateur retenir | Swing   |      |       |

| Parti         | Parti                | Candidat             | Voix    | %    | ±      |
| ------------- | -------------------- | -------------------- | ------- | ---- | ------ |
|               | Conservateur         | Kit Malthouse        | 73,761  | 50,4 | -1.7   |
|               | Travailliste         | Todd Foreman         | 44,630  | 30,5 | +9.3   |
|               | Green                | Susanna Rustin       | 12,799  | 8,7  | -1.4   |
|               | Libéral Démocrate    | Layla Moran          | 10,035  | 6,9  | -2.7   |
|               | UKIP                 | Elizabeth Jones      | 5,161   | 3,5  | +1.7   |
| Majorité      | Majorité             | Majorité             | 29,131  | 19,8 | – 11.1 |
| Participation | Participation        | Participation        | 149,419 | 39,2 | -9.3   |
|               | Conservateur retenir | Conservateur retenir | Swing   | -5.5 |        |

| Parti         | Parti                | Candidat             | Voix    | %    | ±     |
| ------------- | -------------------- | -------------------- | ------- | ---- | ----- |
|               | Conservateur         | Kit Malthouse        | 86,651  | 52,1 | +7.4  |
|               | Travailliste         | Murad Qureshi        | 35,270  | 21,2 | +2.3  |
|               | Green                | Julia Stephenson     | 16,874  | 10,1 | +0.8  |
|               | Libéral Démocrate    | Merlene Emerson      | 15,934  | 9,6  | –5.5  |
|               | UKIP                 | Paul Wiffen          | 3,060   | 1,8  | –4.4  |
|               | Démocrates anglais   | Alex Vaughan         | 1,858   | 1,1  | N/A   |
|               | Left List            | Explo Nani-Kofi      | 1,630   | 1,0  | N/A   |
|               | Indépendant          | Abby Dharamsey       | 962     | 0,6  | N/A   |
| Majorité      | Majorité             | Majorité             | 51,381  | 30,9 | +5.1  |
| Participation | Participation        | Participation        | 166,379 | 48,5 | +15.6 |
|               | Conservateur retenir | Conservateur retenir | Swing   | +2.5 |       |

| Parti         | Parti                | Candidat             | Voix    | %    | ±    |
| ------------- | -------------------- | -------------------- | ------- | ---- | ---- |
|               | Conservateur         | Angie Bray           | 51,884  | 44,7 | +0.5 |
|               | Travailliste         | Ansuya Sodha         | 21,940  | 18,9 | –8.1 |
|               | Libéral Démocrate    | Francesco Fruzza     | 17,478  | 15,1 | +1.9 |
|               | Green                | Julia Stephenson     | 10,762  | 9,3  | –2.2 |
|               | UKIP                 | Damian Hockney       | 7,219   | 6,2  | N/A  |
|               | Respect              | Kevin Cobham         | 4,825   | 4,1  | N/A  |
|               | Christian Peoples    | Jillian McLachlan    | 1,993   | 1,7  | N/A  |
| Majorité      | Majorité             | Majorité             | 29,944  | 25,8 | +8.6 |
| Participation | Participation        | Participation        | 116,101 | 32,9 | +2.0 |
|               | Conservateur retenir | Conservateur retenir | Swing   | +4.3 |      |

| Parti         | Parti                                  | Candidat         | Voix    | %    | ± |
| ------------- | -------------------------------------- | ---------------- | ------- | ---- | - |
|               | Conservateur                           | Angie Bray       | 47,117  | 44,2 |   |
|               | Travailliste                           | Kate Green       | 28,838  | 27,0 |   |
|               | Libéral Démocrate                      | Jon Burden       | 14,071  | 13,2 |   |
|               | Green                                  | Julia Stephenson | 12,254  | 11,5 |   |
|               | London Socialist                       | Christine Blower | 2,720   | 2,6  |   |
|               | Homeless and Addicted                  | Stephen Smith    | 1,600   | 1,5  |   |
| Majorité      | Majorité                               | Majorité         | 18,279  | 17,2 |   |
| Participation | Participation                          | Participation    | 106,600 | 30,9 |   |
|               | Conservateur vainqueur (nouveau siège) |                  |         |      |   |